# Infinite possibilità
Infinite possibilità è il sesto album dei La Crus pubblicato nel 2005.
Nel brano Su in soffitta partecipa Mario Venuti. 

## Tracce
1. La prima notte di quiete
2. Infinite possibilità
3. Mondo sii buono
4. Su in soffitta (feat. Mario Venuti)
5. La strada
6. Buongiorno tristezza
7. Giorni migliori
8. I miei ritratti
9. Libera la mente
10. Ho ucciso Thurston Moore

## Formazione
- Mauro Ermanno Giovanardi
- Cesare Malfatti
- Alex Cremonesi